# Dipluridae
Famille
Les Dipluridae sont une famille d'araignées mygalomorphes.

## Distribution

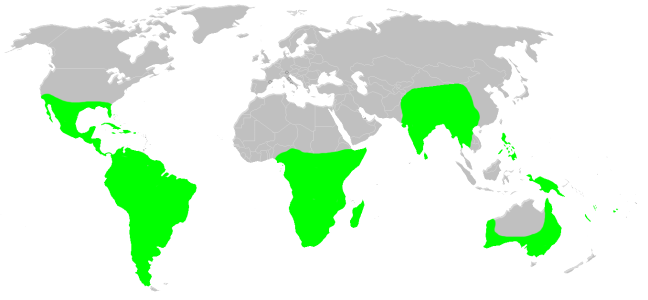
Distribution

Les espèces de cette famille se rencontrent en Amérique, en Océanie et en Asie du Sud-Est.
Elles préfèrent les habitats tropicaux.

## Description
Leur chélicères sont dépourvues de rastellum.

## Paléontologie
Cette famille est connue depuis le Trias.

## Liste des genres
Selon World Spider Catalog (version 25.0, 05/07/2024) :
- Diplura C. L. Koch, 1850
- Harmonicon F. O. Pickard-Cambridge, 1896
- Harpathele Wermelinger-Moreira, Pedroso, Castanheira & Baptista, 2024
- Linothele Karsch, 1879
- Masteria L. Koch, 1873
- Siremata Passanha & Brescovit, 2018
- Striamea Raven, 1981
- Trechona C. L. Koch, 1850

Selon World Spider Catalog (version 23.5, 2023) :
- † Alterphyxioschmoides Wunderlich, 2021
- † Cethegoides Wunderlich, 2017
- † Clostes Menge, 1869
- † Cretadiplura Selden, 2005
- † Dinodiplura Selden, 2005
- † Edwa Raven, Jell & Knezour, 2015
- † Phyxioschemoides Wunderlich, 2015
- † Seldischnoplura Raven, Jell & Knezour, 2015

## Systématique et taxinomie
Cette famille a été décrite par Simon en 1889 comme une sous-famille des Aviculariidae.
Cette famille rassemble 142 espèces dans huit genres actuels.
Les sous-famille des Ischnothelinae et des Euagrinae ont été élevées au rang de famille par Opatova et al. en 2020.

## Publication originale
- Simon, 1889 : « Arachnides. Voyage de M. E. Simon au Venezuela (décembre 1887-avril 1888). 4e Mémoire. » Annales de la Société Entomologique de France, sér. 6, vol. 9, p. 169-220 (texte intégral).